# Bahía de Ōmura
La bahía de Ōmura en japonés: 大村湾, romanizado: Ōmura-wan es una bahía del mar de China Oriental localizada en la costa occidental de la gran isla japonesa de Kyūshū, en el centro de la Prefectura de Nagasaki.

## Geografía

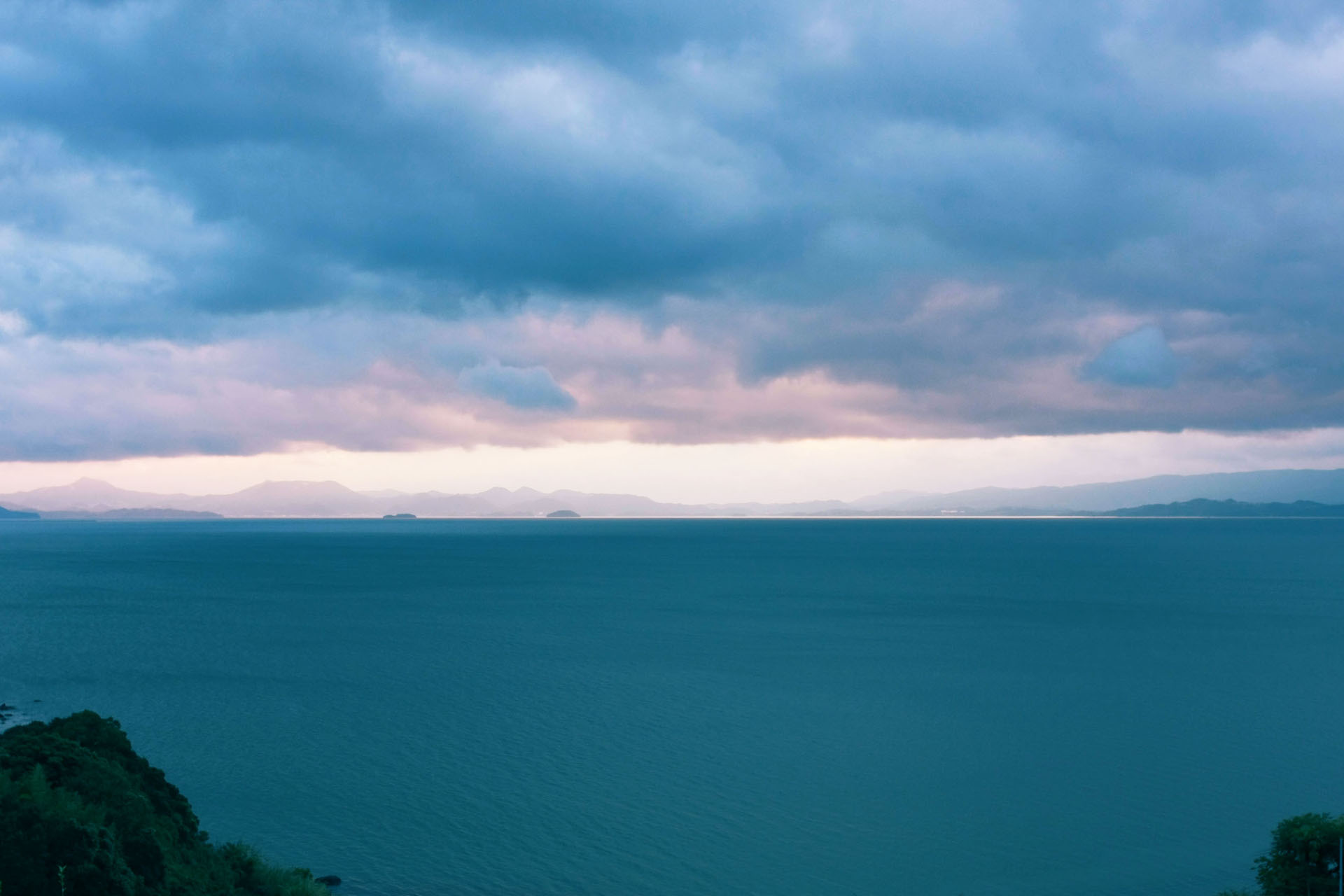
Vista sobre la bahía de Ōmura

La bahía de Ōmura mide unos 26 km, de norte a sur, y 11 km, de este a oeste. La longitud del litoral es de cerca de 360 km y su superficie de unos 320 km², que corresponde aproximadamente con el 8% de la superficie total de la prefectura. En comparación con su tamaño, la bahía es relativamente poco profunda, con una profundidad media de 14,8 m y máxima de 54 m.
La característica más destacada de la bahía es que está rodeada de tierra por todas partes, de modo que más que una bahía parece un mar interior. Las dos únicas conexiones con el mar Oriental de China se encuentran en el noroeste: el estrecho de Hario (针尾瀬, Hario-seto), con una anchura mínima de 200 m y, más hacia el este, el estrecho de Haiki (早岐瀬戸,Haiki-seto) con una anchura de 10 a 200 m. Sin embargo, estos dos estrechos no conducen directamente al mar, sino a la bahía de Sasebo (佐世保, Sasebo-wan). Entre los estrechos de Hario y Haiki se encuentra la isla Hario (针尾, Hario-jima). Al oeste de la bahía de Ōmura se encuentra la península de Nishisonogi (西彼杵, Nishisonogi-Hanto), y, al sur, se encuentra el pie del monte Kotonoo (琴ノ尾岳, Kotonoo-dake). En la costa oriental de la bahía se encuentra la llanura de Ōmura (大村, Ōmura-heiya), en la que se encuentra la ciudad de Ōmura.
Frente a la ciudad de Ōmura se encuentra la mayor de las islas de la bahía: Mishima (箕岛), en la que se localiza el Aeropuerto de Nagasaki. Para construirlo la isla tuvo que ser primero aplanada y reformada.
A lo largo de la costa de la bahía se encuentran las siguientes ciudades, en el sentido horario: Sasebo, Kawatana, Higashisonogi, Ōmura, Isahaya, Nagayo, Togitsu, Nagasaki y Saikai.

## Biología
Debido a la geografía de la bahía solo hay un pequeño intercambio de agua de la bahía con el mar. Por consiguiente, la vida marina en la bahía es diferente de la del mar cercano. La bahía alberga una rara especie de marsopa sin aleta, que no sale de la bahía durante toda su vida. Otro habitante especial —a veces como un fósil viviente— es el Tachypleus tridentatus, una especie de cangrejo herradura. A pesar de estar casi separada del mar y de las grandes ciudades que hay a lo largo de su costa, la bahía está llena de peces y alrededor de 60 especies de animales marinos se pescan en ella.